# Цибульки
Цибульки (укр. Цибульки) — село в Братском районе Николаевской области Украины.
Почтовый индекс — 55430. Телефонный код — 5131. Занимает площадь 0,502 км².

## Местный совет
55430, Николаевская обл., Братский р-н, с. Анновка, ул. Советская, 22